# Hrabstwo Pottawattamie

Piramida wieku hrabstwa

Hrabstwo Pottawattamie (ang. Pottawattamie County) to hrabstwo w zachodniej części stanu Iowa w Stanach Zjednoczonych. Według szacunków US Census Bureau w roku 2006 liczyło 90 218 mieszkańców. Siedzibą władz hrabstwa jest miasto Council Bluffs.

## Miasta
- Avoca
- Carson
- Carter Lake
- Council Bluffs
- Crescent
- Hancock
- Macedonia
- McClelland
- Minden
- Neola
- Oakland
- Treynor
- Underwood
- Walnut